# 国鉄ソ1形貨車
国鉄ソ1形貨車（こくてつソ1がたかしゃ）は、かつて日本国有鉄道に所属した橋桁架設専用の操重車（事業用貨車）である。

## 概要
1920年（大正9年）、黒田武定の発案により、鉄道省浜松工場で1両が製造され、その後1923年（大正12年）から1927年（昭和2年）にかけて同工場および大宮工場、石川島造船所で5両が増備された、橋桁架設用操重車である。製造時はオソ10形（オソ10 - オソ15）と称したが、1928年（昭和3年）5月の車両称号規程改正により、ソ1形（ソ1 - ソ6）と改称された。
後年製造された、ソ200形、ソ300形といった橋桁架設用操重車と異なり、上方にブームを展開する方式で、橋桁の一端を車端で支え、もう一端をロープを使用してブームで吊り、現場に運んで架設する。しかし、この構造上、電化区間や曲線区間、トンネルの坑口といった箇所で作業を行うことができなかった。また、ウィンチも手巻き式であった。
車体は、側部がトラス構造となっており、ブームも同様であった。台車は直径600 mmの小径車輪を持つアーチバー式の2軸ボギー台車4基を備え、これを2基ずつ前後2群に振り分けた2-2軸複式ボギーである。全長は22,931 mm、自重は73.0 t、扱い荷重は28 t であった。
全国の建設事務所に配置されたが、最も古い操重車であり、扱い荷重の小ささや取り回しの不便さが目立つようになり、1960年（昭和35年）に後継のソ200形に代替され、1969年（昭和44年）度までに廃車となった。